# Udaj
Az Udaj (ukránul: Удай) folyó Ukrajnában, mely a Dnyepermelléki-alföldön ered és folyik keresztül, 327 kilométer hosszú, vízgyűjtő területe 7030 km² és a Szula folyóba torkollik. A felső folyásánál medre 5–10 m széles, az alsó folyásánál 20–40 m; 0,3–1,5 m mély. Novembertől márciusig befagy.